# Papierknipkunst

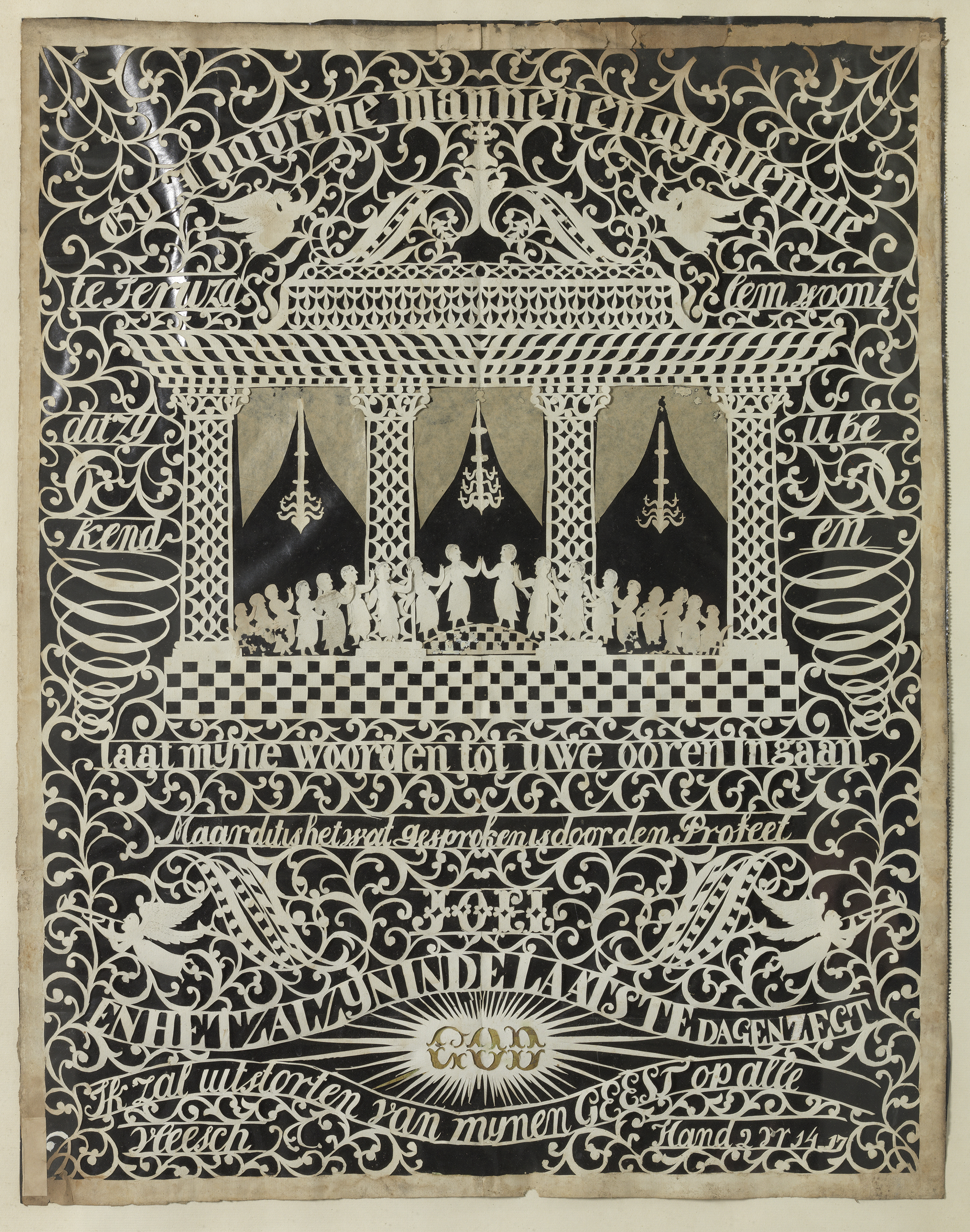
Jannes Grootenhuis, Pinksterfeest, plm 1860

Papierknipkunst of knipselkunst is een oude kunstvorm. Op veel plaatsen ter wereld ontwikkelde zich een eigen herkenbare stijl. Behalve beoefenaars van volkskunst hebben ook kunstenaars als Matisse en Kara Walker zich ermee beziggehouden. Een bekende vorm is het silhouet knippen, Goethe en Schiller hebben meer dan eens een portret van zichzelf laten knippen. 

## Geschiedenis
De geschiedenis van het kunstzinnig knippen van papier gaat terug tot in de derde eeuw voor het begin van de moderne jaartelling. Het heeft zijn wortels in het oude China.
In Nederland hebben in de zeventiende eeuw mensen zoals Anna Maria van Schurman of Elisabeth Rijberg zich beziggehouden met knipselkunst. Werk van Schurman wordt bewaard in het stedelijk museum 't Coopmanhûs in Franeker. De waarde van een knipselwerk was in die tijd aanzienlijk, keizer Leopold van Oostenrijk 4000 gulden voor een fijn knipselwerk van Johanna Koerten-Blok. Dit was een ongekend hoog bedrag vergeleken met de 1600 gulden die Rembrandt kreeg voor zijn schilderij De Nachtwacht. Een historisch overzicht van Nederlandse papierknipkunstenaars is te vinden in het Nederlands Knipperslexicon.

## Musea
Het Museum van Papierknipkunst bevindt zich in Westerbork (Drenthe). Daarnaast zijn er nog diverse kleine initiatieven van particulieren. Tot 2006 was er in Schoonhoven het Nederlands Museum voor Knipkunst, de collectie daarvan is overgenomen door het Westfries Museum in Hoorn. Het Nederlands Openluchtmuseum in Arnhem heeft de grootste collectie papierknipkunst van Nederland. In Vreden in Duitsland, vlak over de grens bij Winterswijk, is het Deutsche Scherenschnittmuseum te vinden, opgericht door een verzamelaar. In Zwitserland zijn juweeltjes van deze volkskunst te vinden in het dorp Chateau d'Oex, midden in het dal Pays d'Enhaut. Met name de knipsels van Johann-Jakob Hauswirth (1808-1871) en Louis-David Saugy (1871-1953).

## Stijlen

Poolse 'Wycinanka kurpiowska'

Vroeger in Nederland knipte men heel fijn, in Zwitserland doet met dat nog steeds. Daar worden voornamelijk landschappen geknipt met ragfijne bomen en koeien, maar er zijn ook knippers die abstracter werken. In Polen maakt men grof werk met een schaapsscheerdersschaar en versiert dit met felgekleurd en glanzend sitzpapier.
Bekend is het silhouetknippen dat in Nederland door zogenoemde silhouettisten wordt beoefend op een braderie of markt. In bijvoorbeeld Parijs zijn dergelijke knippers te vinden op het Place du Tertre.

## In de muziek
De Amerikaanse muzikant Jad Fair is actief als papierknipkunstenaar en heeft vrijwel al zijn platenhoezen ontworpen met zeefdruk-afbeeldingen van gesneden ontwerpen. De zanger exposeerde een aantal maal in Duitsland.
De Nederlandse singer-songwriter Broeder Dieleman knipt in de stijl van de bekende Zeeuwse papierknipper Jan de Prentenknipper. Broeder Dieleman heeft als zijn platenhoezen ontworpen met zelf gesneden ontwerpen. De zanger exposeerde onder andere in het CODA in Apeldoorn.

## Vereniging
Sinds 1983 is er in Nederland een Vereniging voor Papierknipkunst met ongeveer 400 leden. Het is een ontmoetingsplaats voor beroeps en amateurknippers. Ze organiseert landelijke contactdagen. Lokaal zijn de leden verenigd in knipkringen. De vereniging geeft een tijdschrift uit dat 'Knip-Pers' heet. Sinds 2013 is de Papierknipkunst opgenomen in de Inventaris Immaterieel Erfgoed Nederland.

## Galerie
Hieronder een aantal voorbeelden van knipsels:

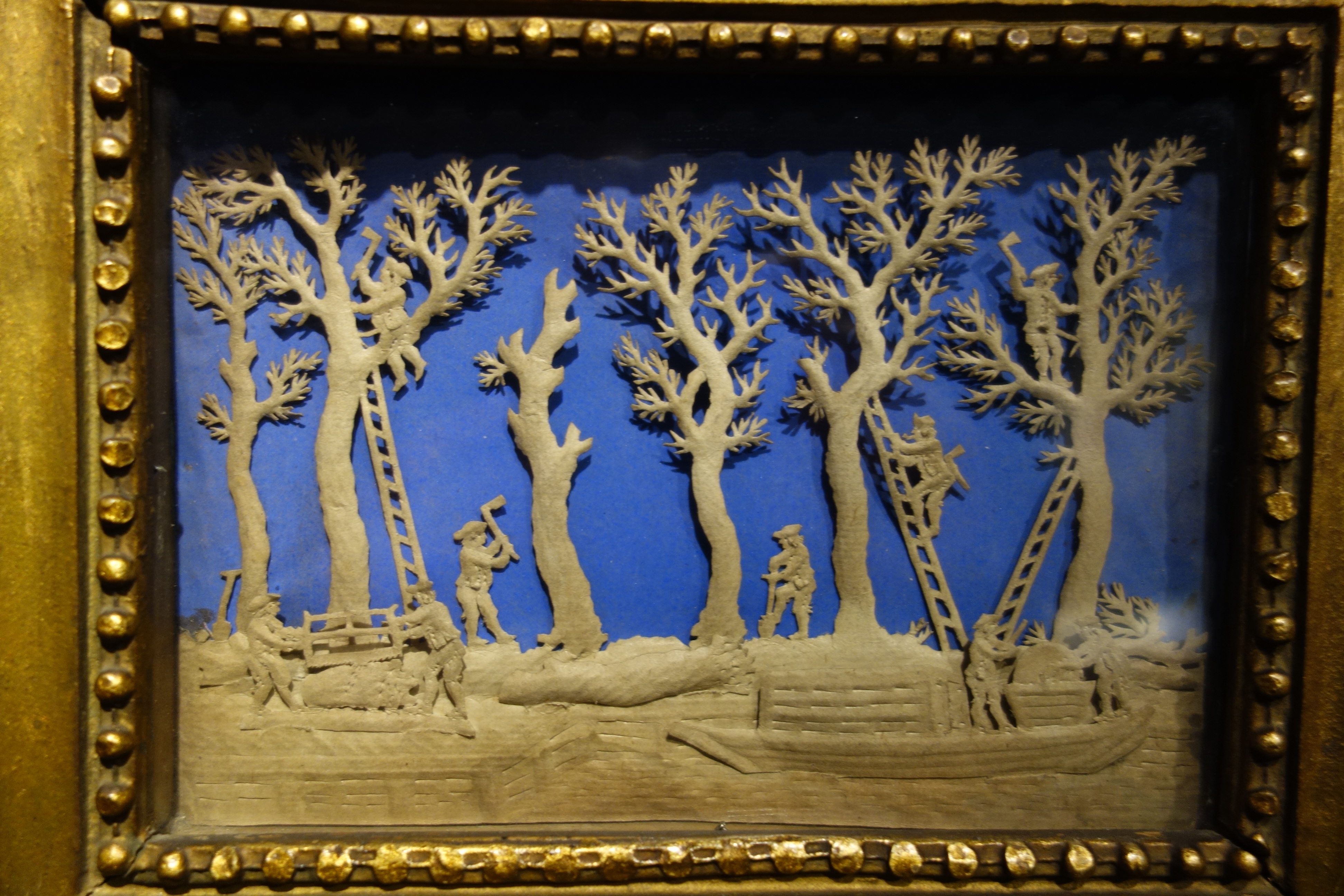
Bomen Snoeien, Pieter Reinders (1775-1825), Westfries Museum
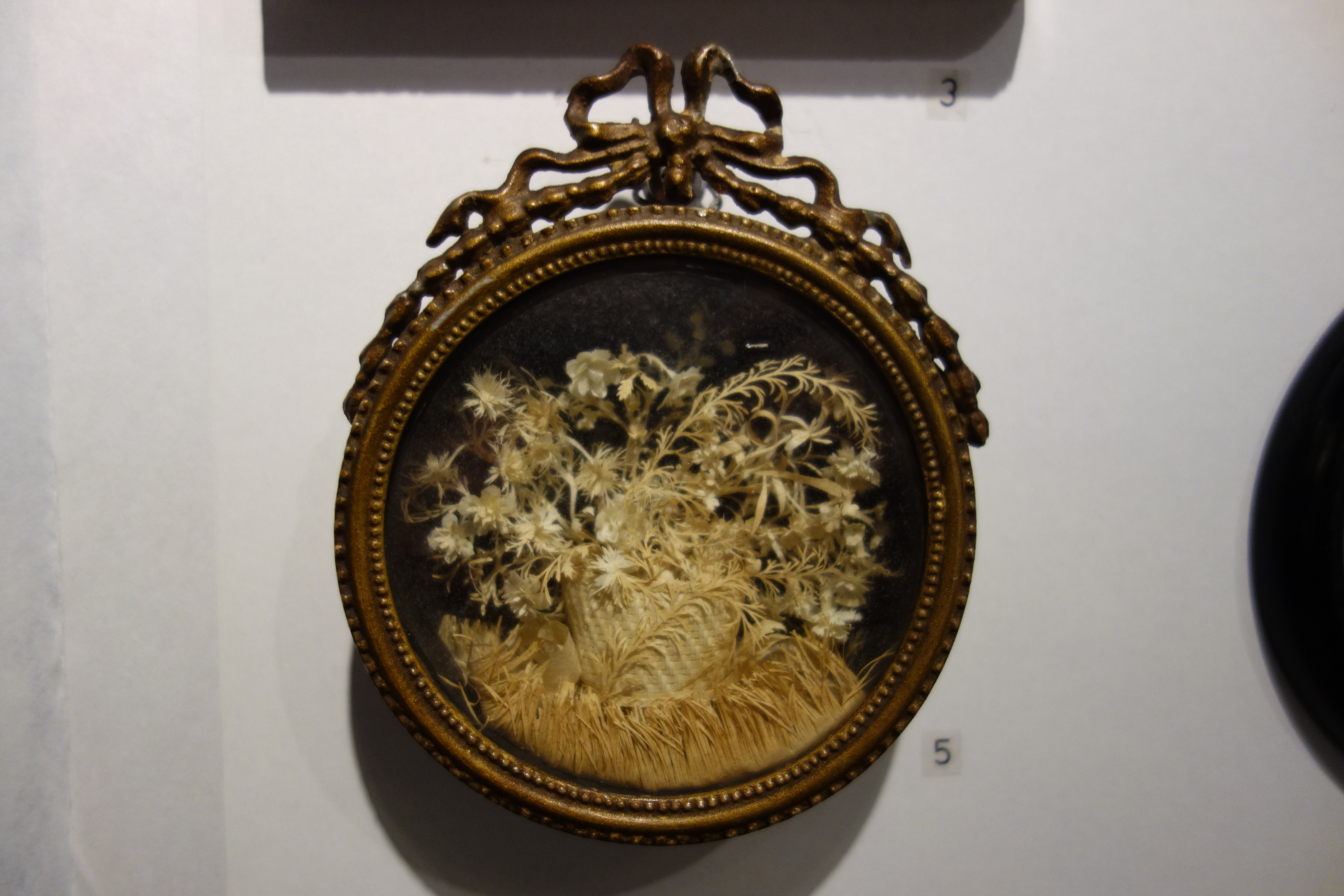
Bloemenmand, Catharina Maclaine-Spanjaart (1785-1824), Westfries Museum
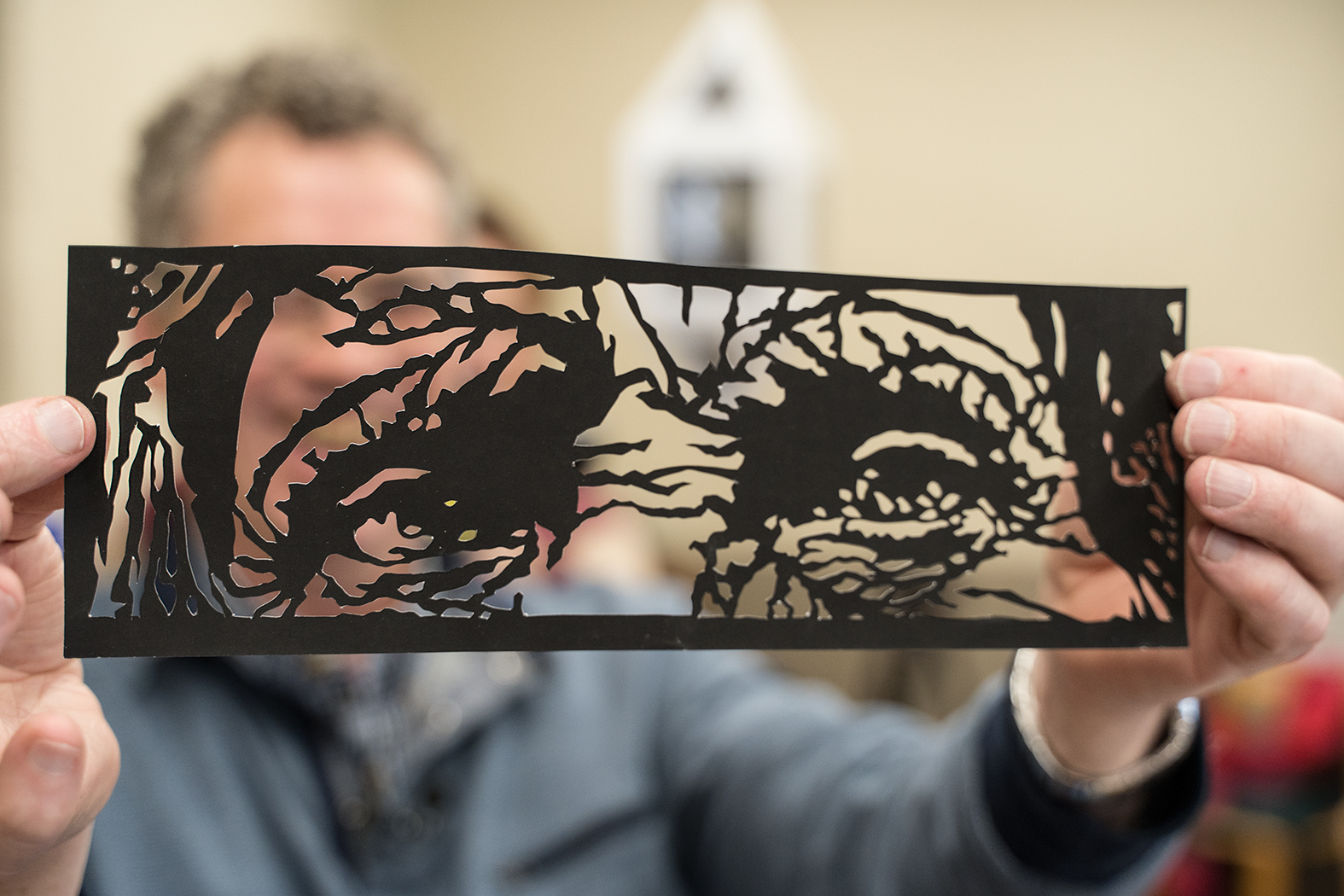
Modern Nederlands knipsel